# Sant Esteve de Saorra

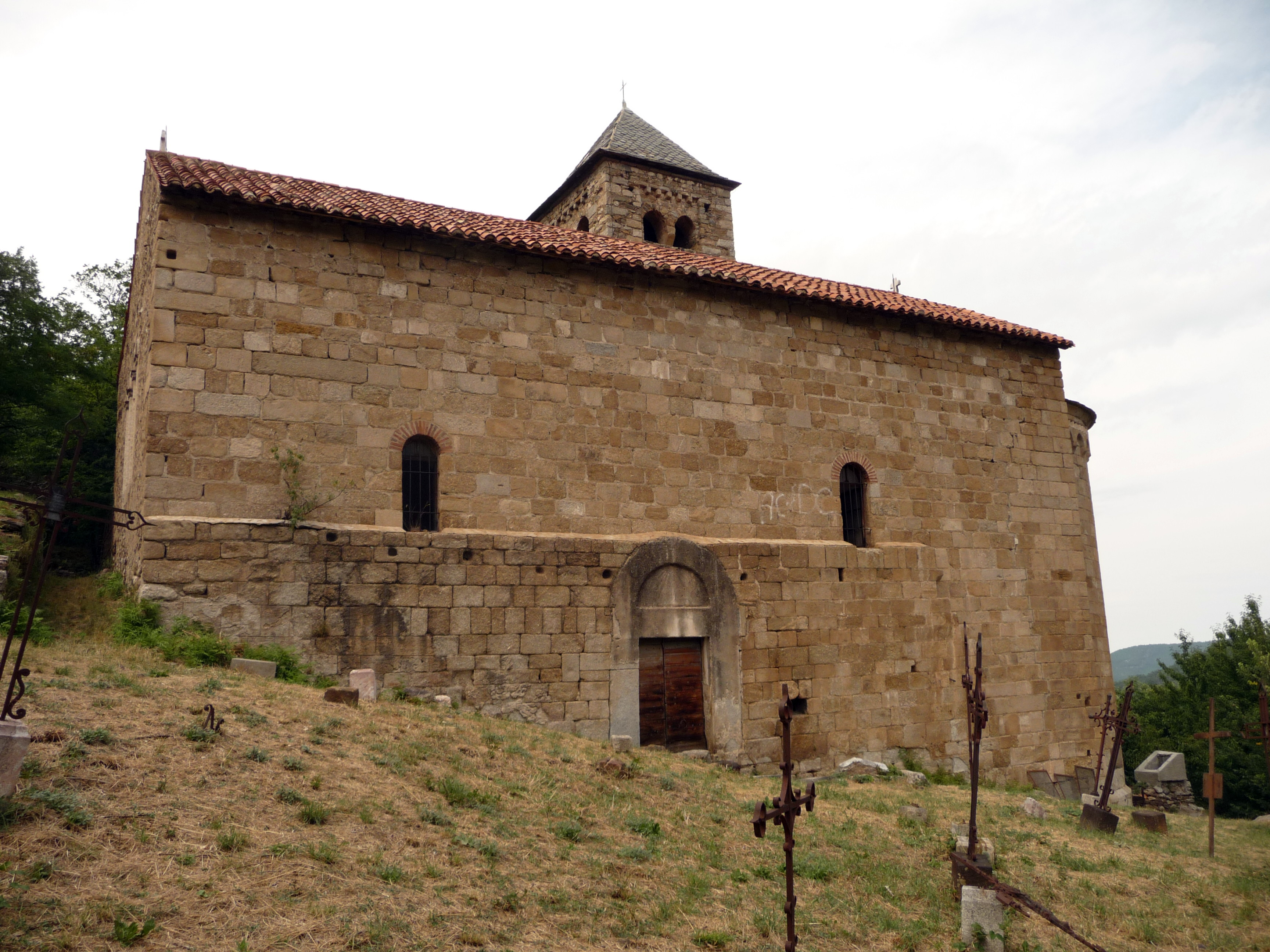
Façana meridional

Sant Esteve de Saorra és una església romànica del poble de Saorra, a la comarca del Conflent, de la Catalunya del Nord.
Està situada uns 50 metres enlairada i a uns 400 metres de distància a ponent del nucli del poble de Saorra.

## Història

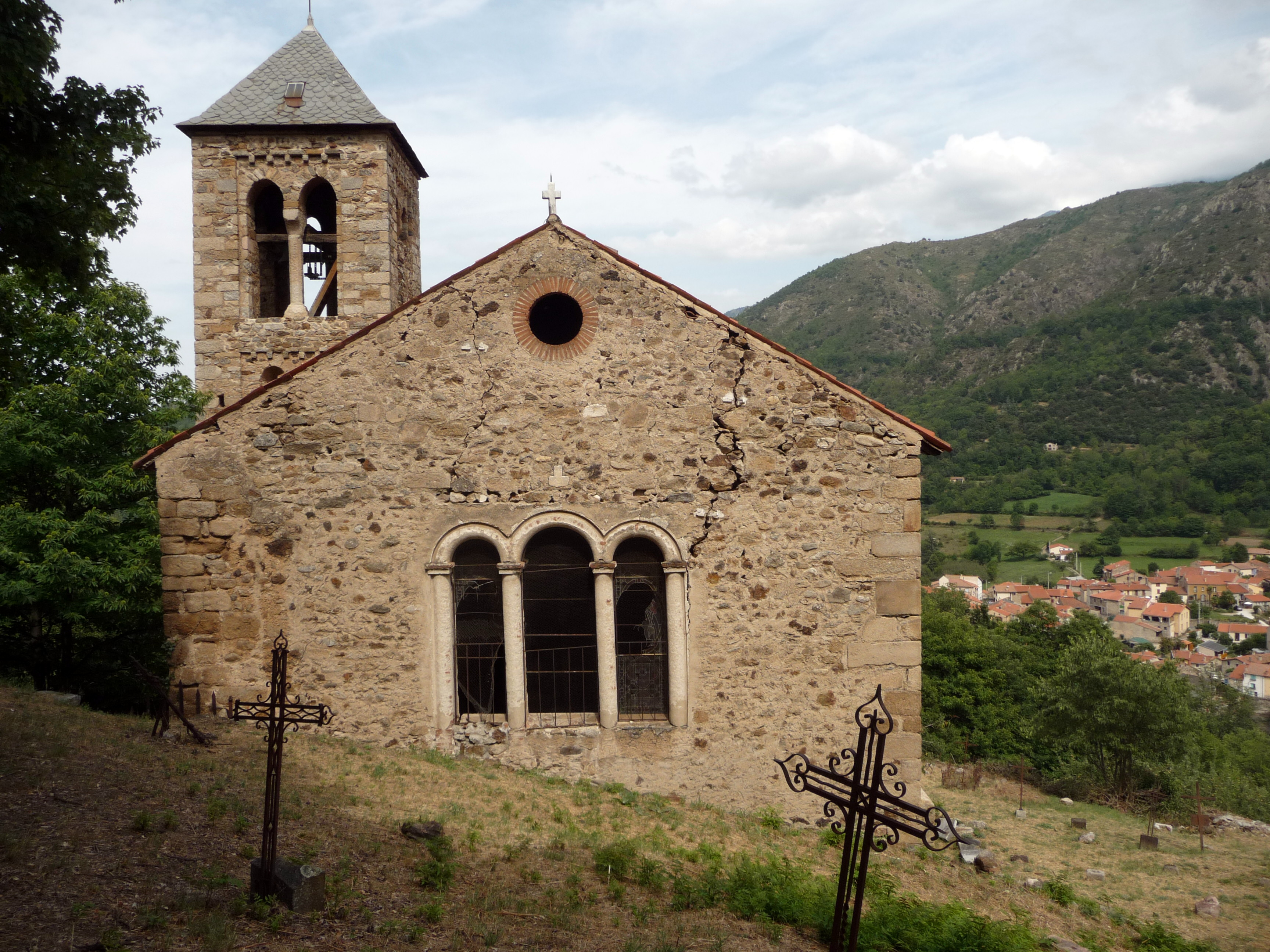
Frontis oest

Sant Esteve de Saorra està documentada des de mitjan segle xii, quan, l'any 1163, una butlla del papa Alexandre III confirma una sèrie de possessions a la parròquia de Sant Esteve de Saorra a l'abadia de Sant Martí del Canigó.
Substituí, així, com a església parroquial la de Sant Cebrià fins que la seva separació del nucli urbà ha tornat modernament a canviar els papers amb l'església primera.

## L'edifici

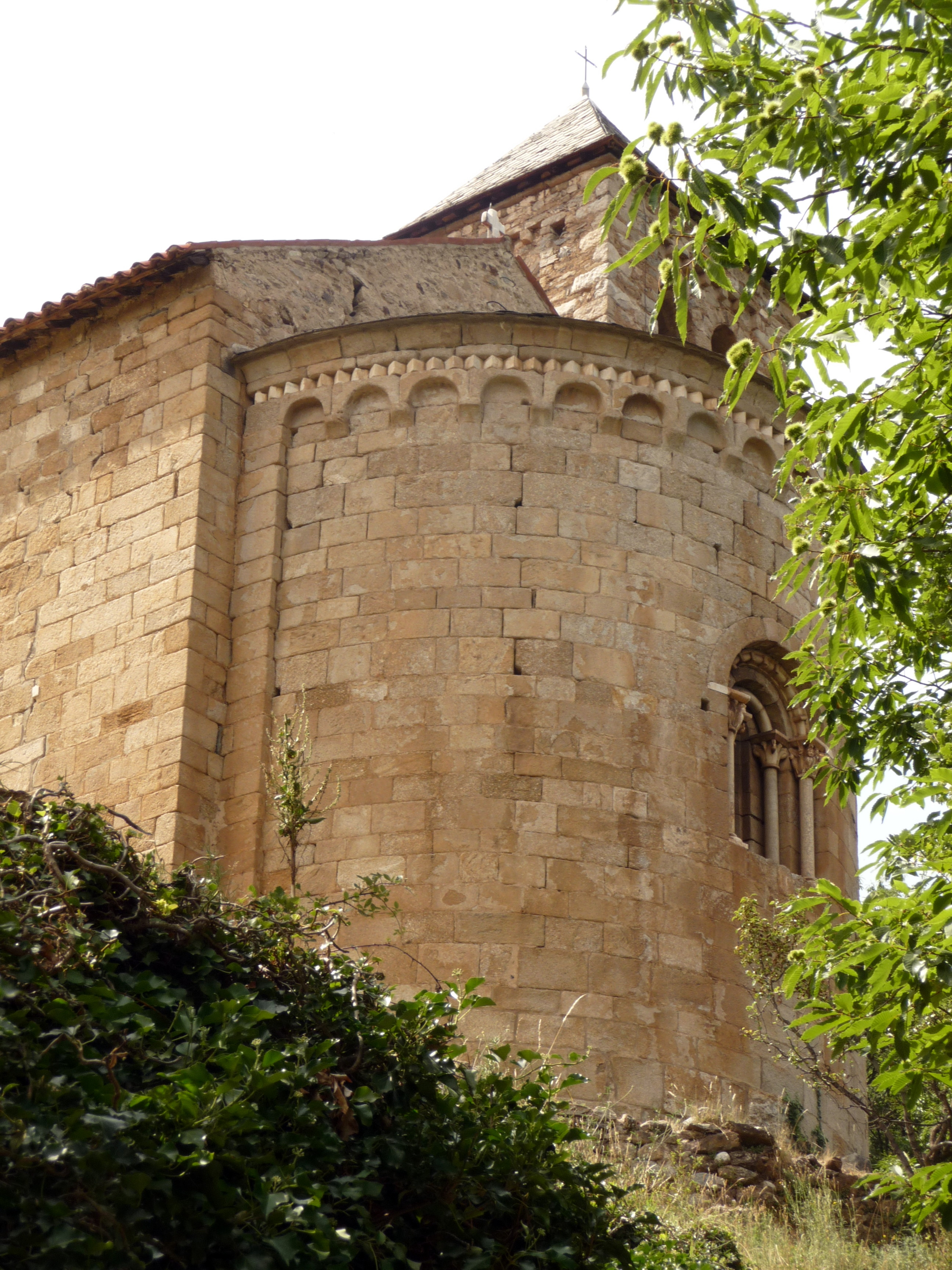
Absis

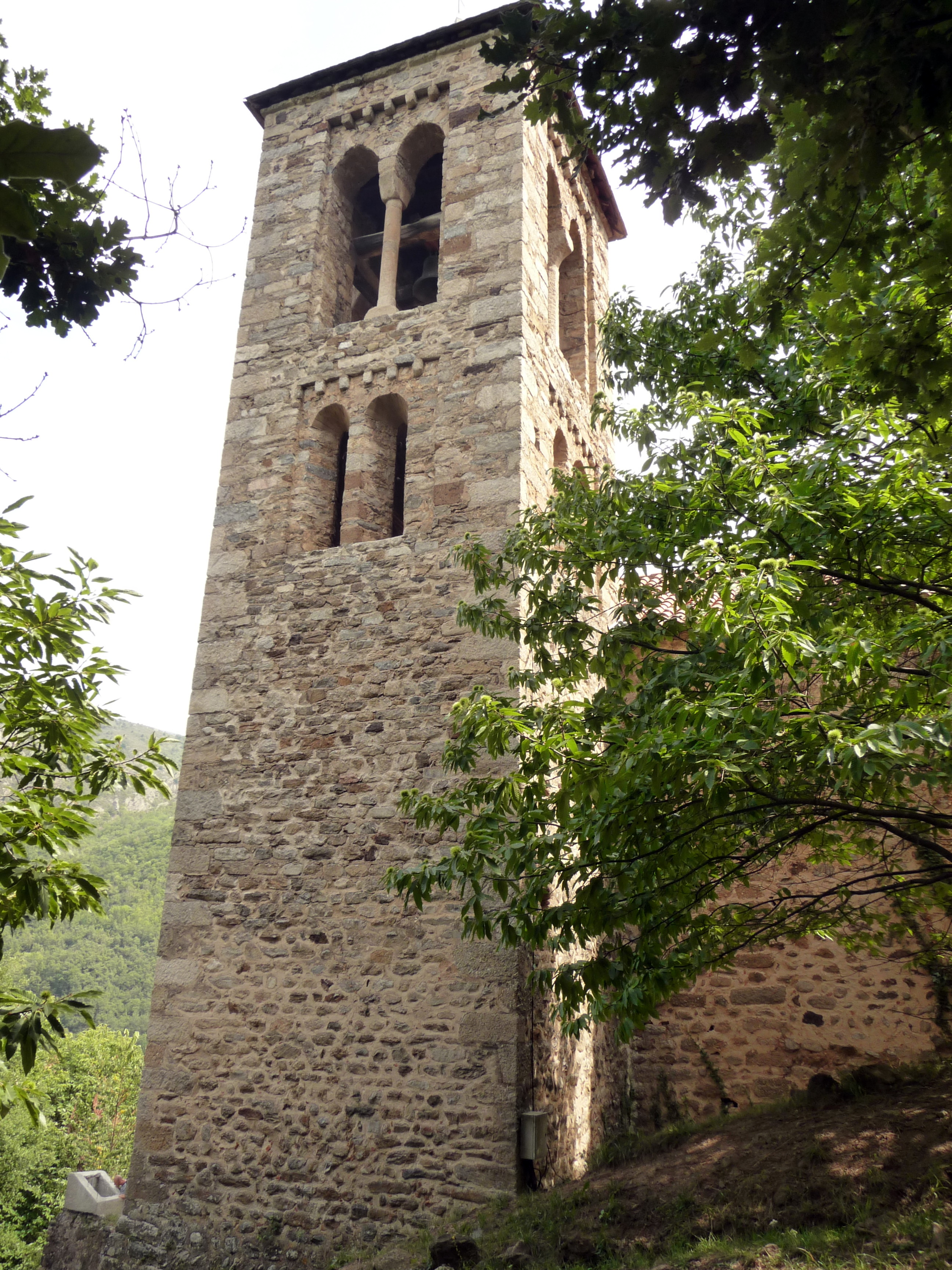
Campanar

Sant Esteve és un edifici de nau única coberta amb volta de canó, acabada en un absis semicircular, amb un campanar de 19 metres d'alçada de base quadrada construït dins dels cànons de l'arquitectura romànica llombarda. Dues capelles laterals foren bastides en l'interior dels murs, aprofitant la seva amplària, cosa que fa que hom tingui la impressió d'un absis trilobulat. Exteriorment, la capçalera i el campanar estan bellament decorats, de manera semblant a l'església de Sant Jaume de Vilafranca de Conflent, amb frisos amb dents d'engranatge i arcs cecs.

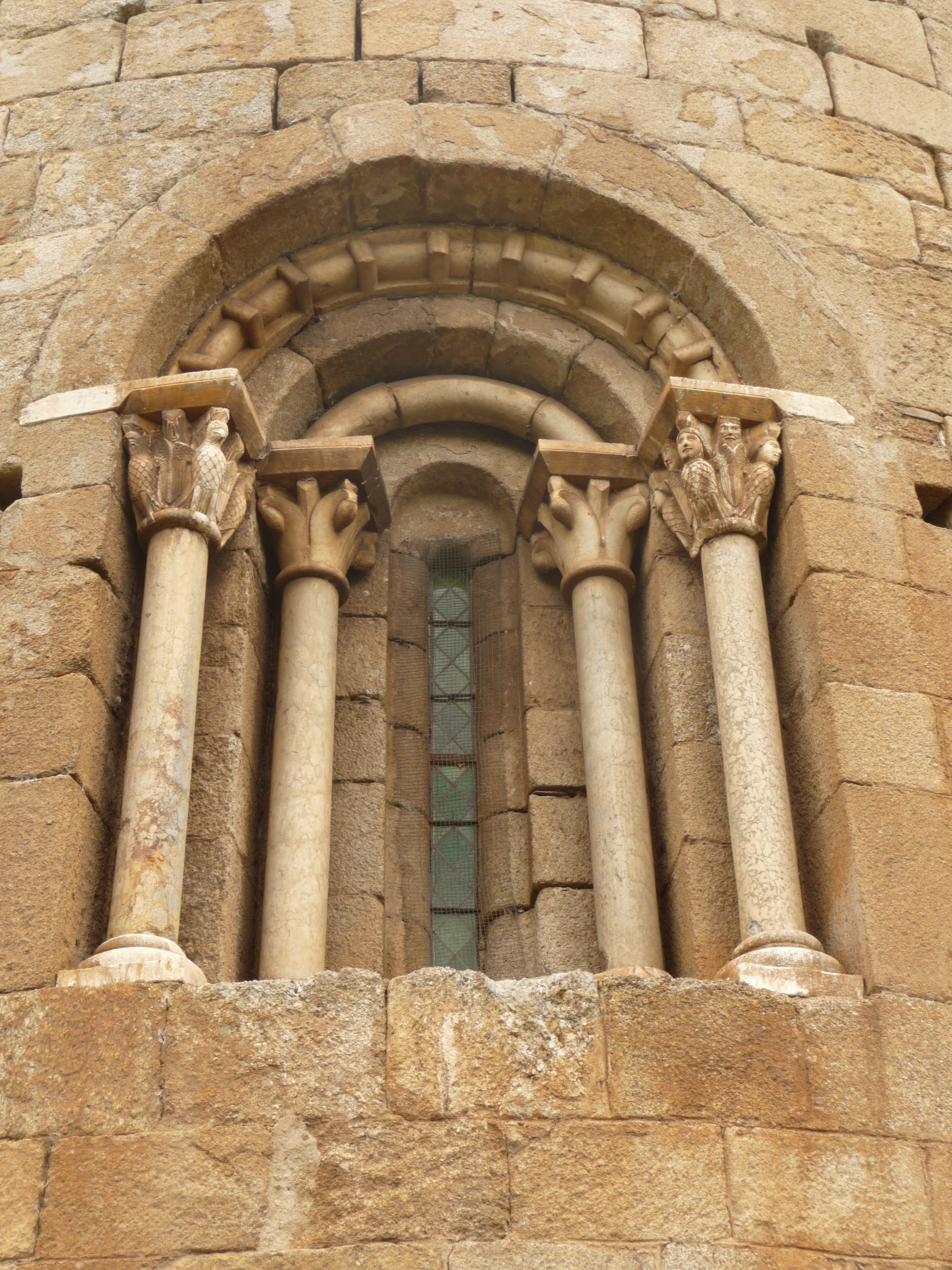
Detall de la finestra de l'absis

La nau fa interiorment 16,45 metres de llargària per 6,60 d'amplària. El gruix dels murs és de 1,76 m. Malgrat l'aparent solidesa de la construcció, es va produir una inclinació del mur meridional, cosa que va provocar una esquerda important en la volta de la nau. L'origen de l'afectació s'ha de buscar en les explosions de les mines d'Escaró, que el 1930 van provocar l'enfonsament de l'església de Sant Martí d'Escaró.
Són especialment destacables a l'església, sobretot al campanar i a la finestra central de l'absis, els treballs escultòrics dels seus capitells i columnes.
Sant Esteve de Saorra va ser declarada monument històric de França el 1911. Hom ha esmentat problemes d'estabilitat del subsòl a causa d'antigues explotacions mineres.